# Fumiaki Aoshima
Fumiaki Aoshima (jap. 青嶋 文明 Aoshima Fumiaki; ur. 12 lipca 1968) – japoński piłkarz występujący na pozycji napastnika.

## Kariera klubowa
Od 1987 do 1998 roku występował w klubach Yamaha Motors, Shimizu S-Pulse, Tosu Futures i Honda FC.